# Quercus lanata
Quercus lanata ist eine Pflanzenart aus der Gattung der Eichen (Quercus) in der Familie der Buchengewächse (Fagaceae). Sie ist im Himalayagebiet sowie dem südlichen und südöstlichen Asien beheimatet.

## Beschreibung

### Vegetative Merkmale
Quercus lanata wächst als immergrüner Baum, der Wuchshöhen von bis zu 30 Meter erreichen kann. Der Stammdurchmesser erreicht über 1 Meter. Die Rinde der jungen Zweige ist anfangs dicht mit gräulich braunen Haaren besetzt, verkahlt aber mit der Zeit. Die gräuliche Borke ist schuppig oder in Plättchen abblätternd.
Die wechselständig und spiralig an den Zweigen angeordneten kurz gestielten Laubblätter sind in Blattstiel und -spreite gegliedert. Der anfangs mit zottigen, gräulich braunen Haaren besetzte Blattstiel wird mit der Zeit kahl und weist eine Länge von 0,5 bis 1,5 Zentimeter auf. Die einfache, steife, dünnledrige und spitze bis zugespitzte Blattspreite ist bei einer Länge von 9 bis 21 Zentimeter und einer Breite von 3 bis 9 Zentimeter eiförmig bis verkehrt-eiförmig oder elliptisch geformt, mit spitzer bis keilförmiger oder abgerundeter bis leicht herzförmiger Spreitenbasis. Die Ränder sind spitzig gesägt. Die Blattoberseite ist leicht rau und auf der Mittelader behaart, während die Unterseite dicht mit gräulichen und sternförmigen Haaren besetzt ist und mit der Zeit verkahlt. Von jeder Seite des Blattmittelnerves zweigen 12 bis 17 Blattadern ab. Die Blattunterseite weist eine auffällige Blattnervatur auf.

### Generative Merkmale
Quercus lanata ist einhäusig getrenntgeschlechtig (monözisch). Die Blütezeit erstreckt sich in China von Juni bis Juli und die Früchte reifen Juni bis Juli des darauffolgenden Jahres. Die weiblichen, 4 bis 14 Zentimeter langen Blütenstände stehen seitenständig am einjährigen Holz. Die gräulich braun behaarten Tragblätter sind bei einer Größe von etwa 0,1 Zentimetern dreieckig geformt.
Als Früchte werden zehn oder mehr Eicheln, eine Nussfrucht, gebildet. Diese sind von einem Viertel bis zur Hälfte von einem bei einer Länge von 0,6 bis 1 Zentimetern sowie einem Durchmesser von 0,8 bis 1,5 Zentimetern becherförmigen Fruchtbecher umgeben. Der Fruchtbecher ist etwa 1 Millimeter dick. Die kahle Eichel ist bei einer Länge von 1,5 bis 2 Zentimetern sowie einem Durchmesser von 1 bis 1,2 Zentimetern bis ei- bis kegelförmig. Der Griffelfuß hat einen Durchmesser von etwa 0,1 Zentimetern.

## Vorkommen
Das natürliche Verbreitungsgebiet von Quercus lanata umfasst das Himalayagebiet sowie Teile des südlichen und südöstlichen Asiens. Es erstreckt sich dabei vom indischen Bundesstaat Assam, Nepal und dem autonomen Gebiet Tibet über Bhutan, die chinesischen Provinzen Guangxi, Sichuan und Yunnan bis nach Myanmar, Vietnam und das nördliche Thailand. Weiters gibt es Vorkommen auf Sri Lanka.
Quercus lanata gedeiht in China in mäßig feuchten Mischwäldern in Höhenlagen von 1900 bis 3000 Metern.

## Systematik
Die Erstbeschreibung als Quercus lanata erfolgte 1814 durch James Edward Smith in Abraham Rees’ The Cyclopaedia; or, Universal Dictionary of Arts, Sciences and Literature. Synonyme für Quercus lanata Sm. sind Quercus leucotrichophora A.Camus ex Bahadur sowie Quercus tungmaiensis Y.T.Chang.
Nach R. Govaerts werden folgende Unterarten unterschieden:
- Quercus lanata subsp. lanata (Syn.: Quercus banga Buch.-Ham. ex D.Don, Quercus banga Ham. ex Hook. Quercus lanuginosa D.Don, Quercus nepaulensis Desf., Quercus lanuginosa subsp. eulanuginosa A.Camus): Sie auf Sri Lanka sowie im Himalaya und den chinesischen Provinzen Yunnan und Sichuan vor.[2]
- Quercus lanata subsp. leiocarpa (A.Camus) Menitsky (Syn.: Quercus lanata var. leiocarpa A.Camus): Sie kommt im indischen Bundesstaat Assam sowie in Indochina vor.[2]